# Torzo

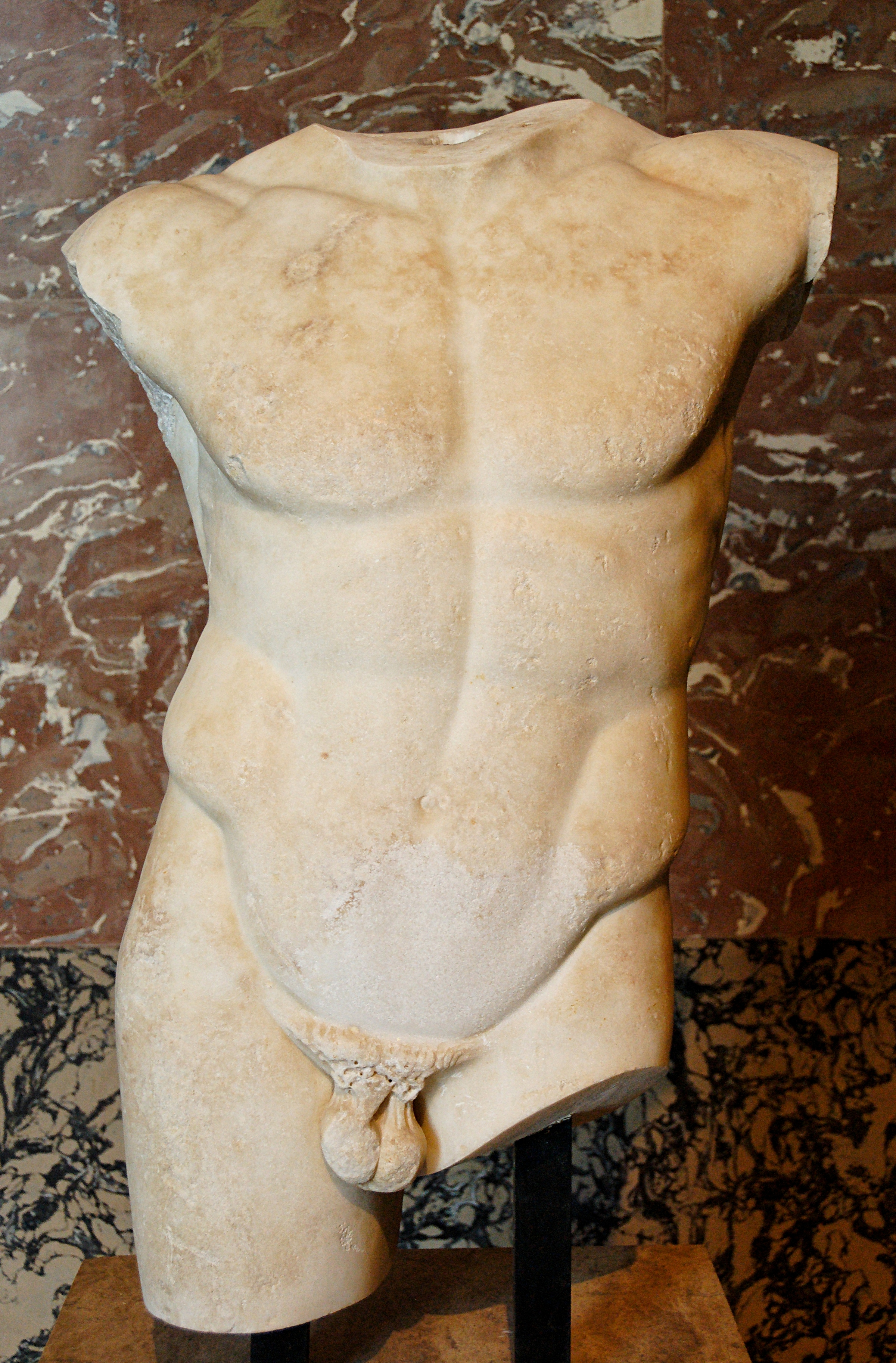
Torzo Diadúmenos (Paříž, Louvre)

Torzo (italsky torso, z latinského tursus a řeckého thyrsos, trup, pahýl) znamená v sochařství zkomolený lidský trup bez končetin a/nebo bez hlavy. V angličtině a mnoha dalších jazycích se užívá jako anatomický termín pro trup, případně jeho model.
Obecně se výrazem torzo rozumí větší nedokončené nebo částečně zachované dílo, nejen sochařské.

## Sochařství

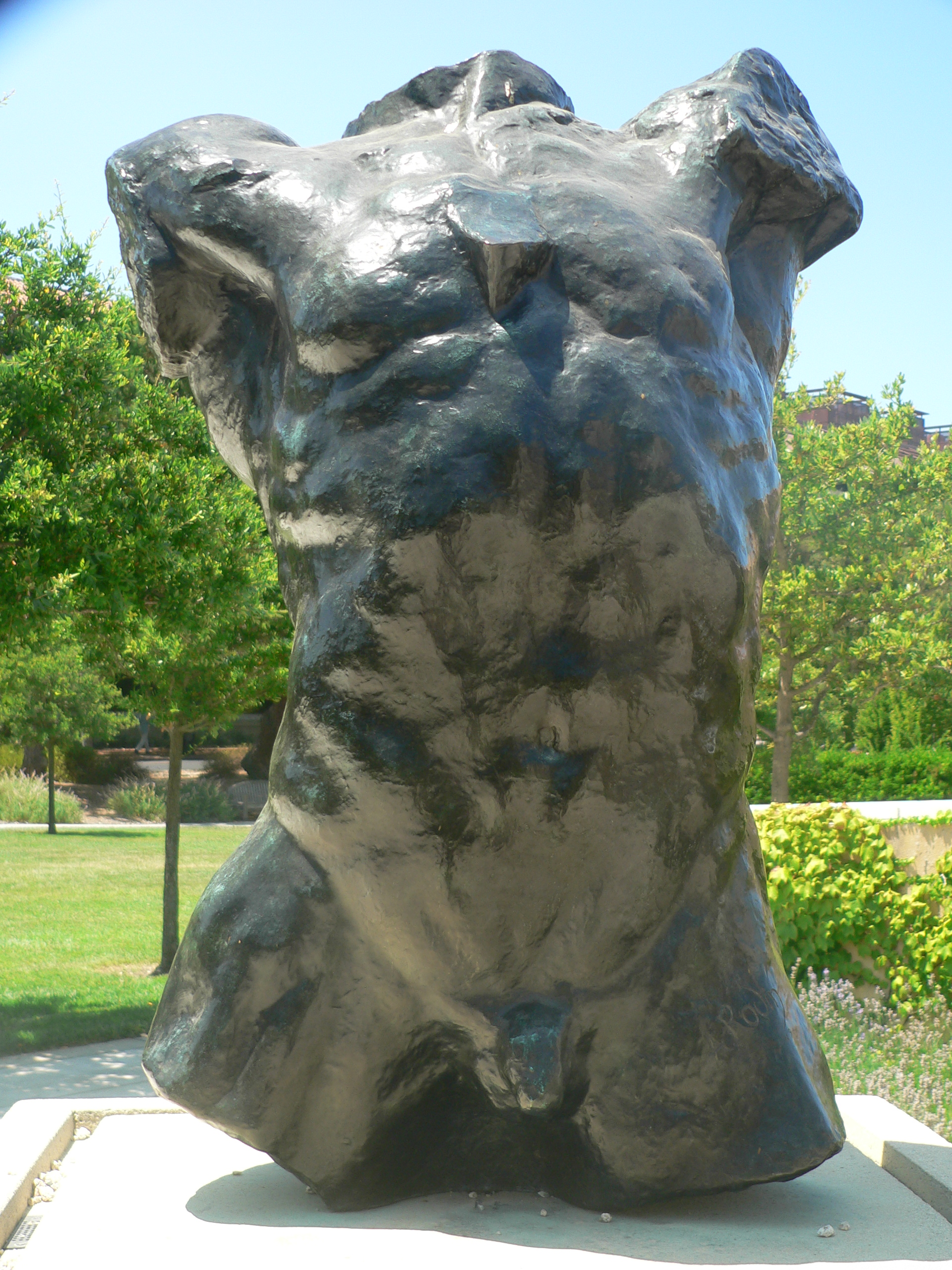
A. Rodin: Torzo

Slovo dostalo svůj specifický význam "neúplné sochy" v renesanci, v souvislosti se zájmem o antické sochy, které se často zachovaly jen jako torza. V tomto smyslu pak z italštiny přešlo do jiných evropských jazyků. V pozdější době sochaři (například Auguste Rodin) torza přímo vytvářeli, protože trup bez hlavy není individualizován, nepředstavuje určitou jednotlivou osobu, nýbrž muže nebo ženu vůbec.

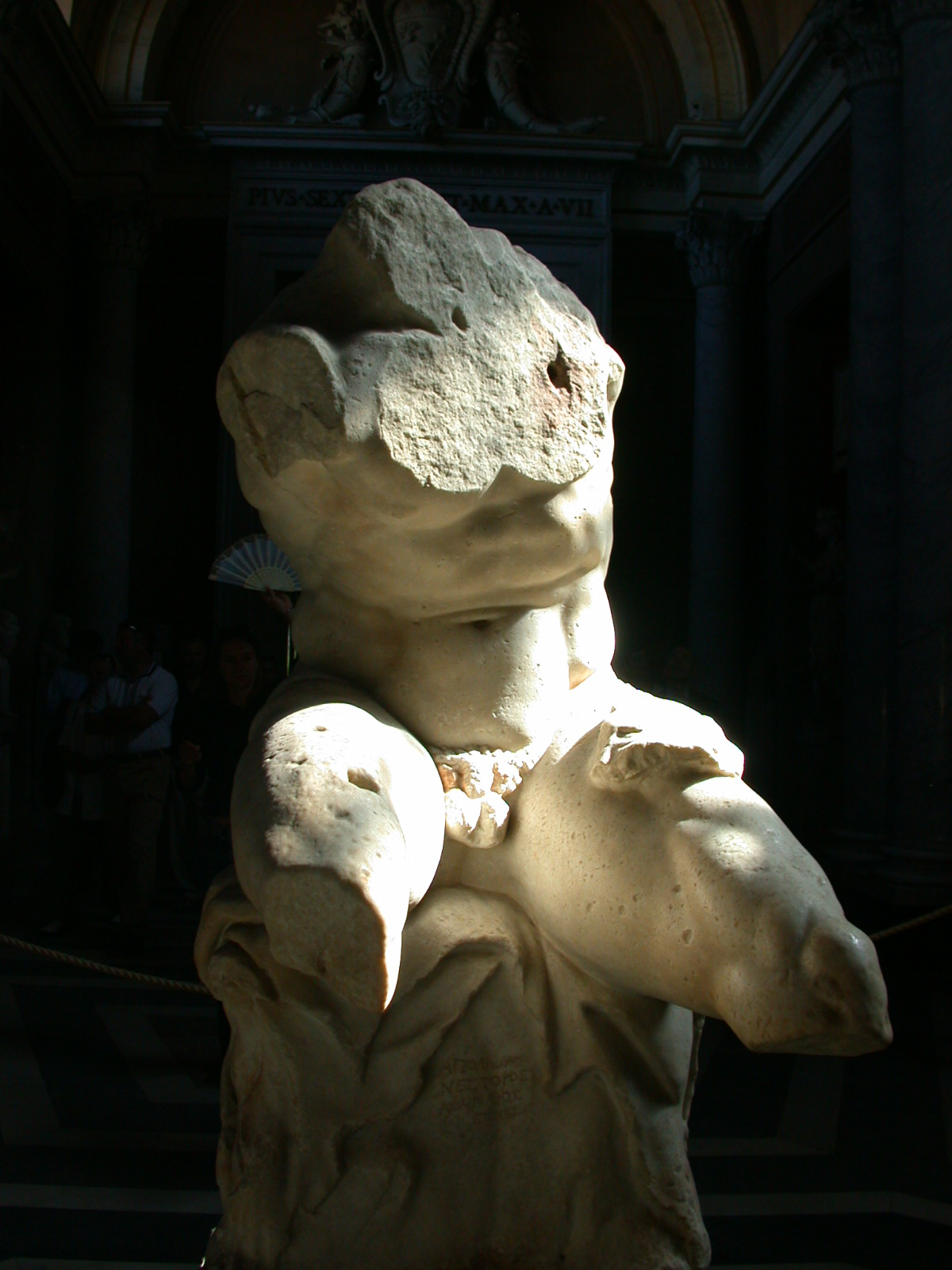
Belvederské torzo (římská kopie z 1. stol., Vatikán)

## V přeneseném smyslu
V širším a přeneseném smyslu se používá také pro věci neúplné a zkomolené, jako je torzo zabitého člověka v kriminalistice nebo torzo stromu. Torzo může znamenat také nedokončené nebo zčásti ztracené literární či vědecké dílo. 
Spisovatel Karel Toman napsal Torso života, básník František Halas sbírku Torzo naděje.
Torzo se vyskytuje také v názvech hororových filmů.